# Liptovský Ján
Liptovský Ján (prononciation slovaque : [ˈlɪptɔu̯skiː ˈjaːn], allemand : Sankt Johann in der Liptau, hongrois : Szentiván) est un village de Slovaquie situé dans la région de Žilina.

## Histoire
La première mention écrite du village date de 1263.

## Démographie

### Évolution de la population
| Année:               | 1994. | 2004.   | 2014.    | 2024.   |
| -------------------- | ----- | ------- | -------- | ------- |
| Nombre de personnes: | 830   | 819     | 1055     | 1102    |
| Différence:          |       | -1,32 % | +28,81 % | +4,45 % |

| Année:               | 2023. | 2024.   |
| -------------------- | ----- | ------- |
| Nombre de personnes: | 1087  | 1102    |
| Différence:          |       | +1,37 % |

## Géographie

### Situation
Le village de Liptovský Ján est situé à 6 km au sud-est de Liptovský Mikuláš, près des rives du Váh, au pied des Basses Tatras. Le territoire de la commune s’étend sur 16 km au sud jusqu’à la crête des Basses Tatras et inclut des sommets tels que le Poludnica, le Ďumbier et le Štiavnica, ainsi que de nombreuses grottes. Sa situation dans les montagnes en fait un village touristique avec plusieurs stations de stations de sports d’hiver.

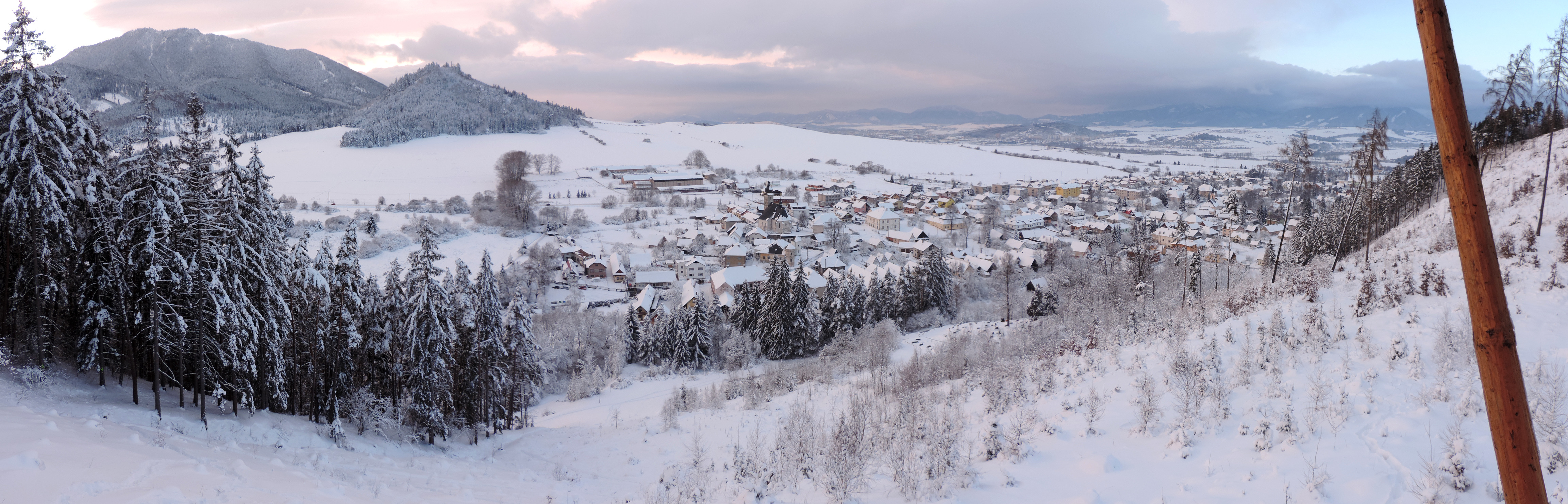
Panorama de Liptovský Ján en hiver

### Communes limitrophes
| Liptovský Mikuláš                        | Uhorská Ves                        | Podtureň          |
| Závažná Poruba, Demänovská Dolina        | Liptovský Ján                      | Liptovská Porúbka |
| Horná Lehota (région de Banská Bystrica) | Brezno (région de Banská Bystrica) | Vyšná Boca        |

## Jumelages
La commune a été officiellement jumelée le 13 octobre 2007 avec la commune de Fontaine-le-Port.